# Constantin Meunier

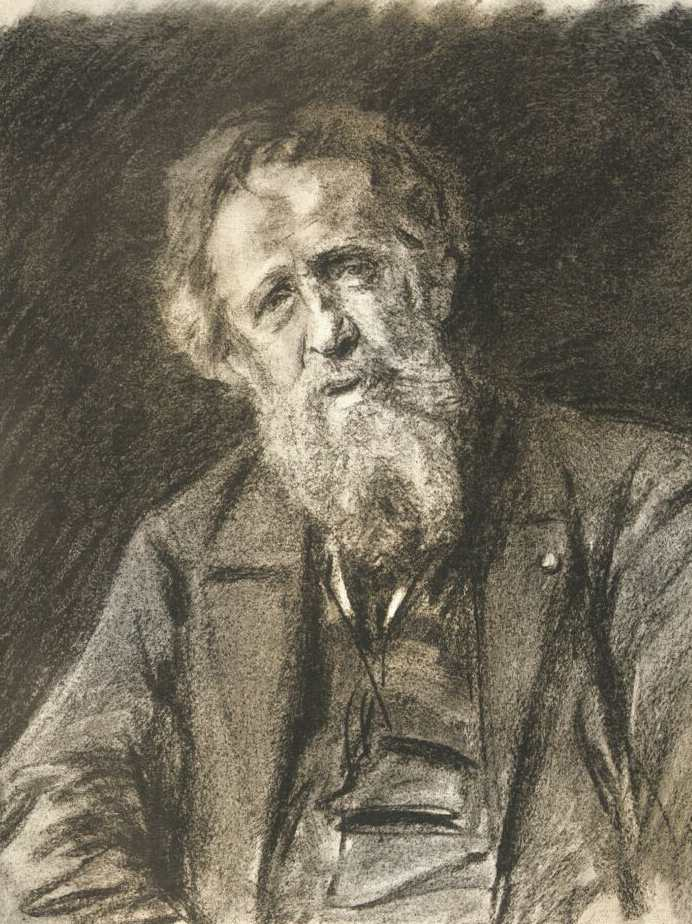
Portret door Max Liebermann

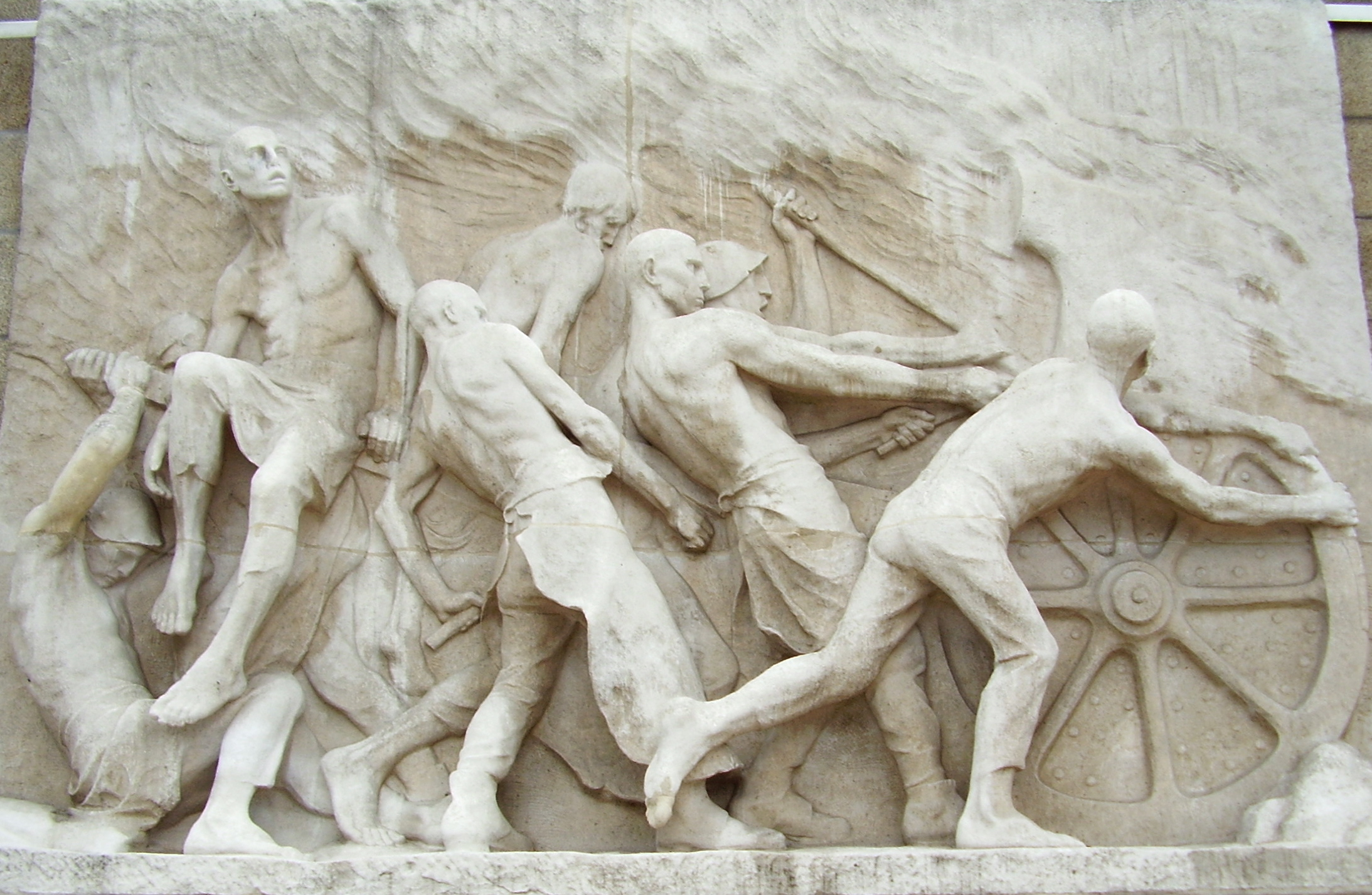
De Industrie, onderdeel van het Monument aan de Arbeid in Brussel

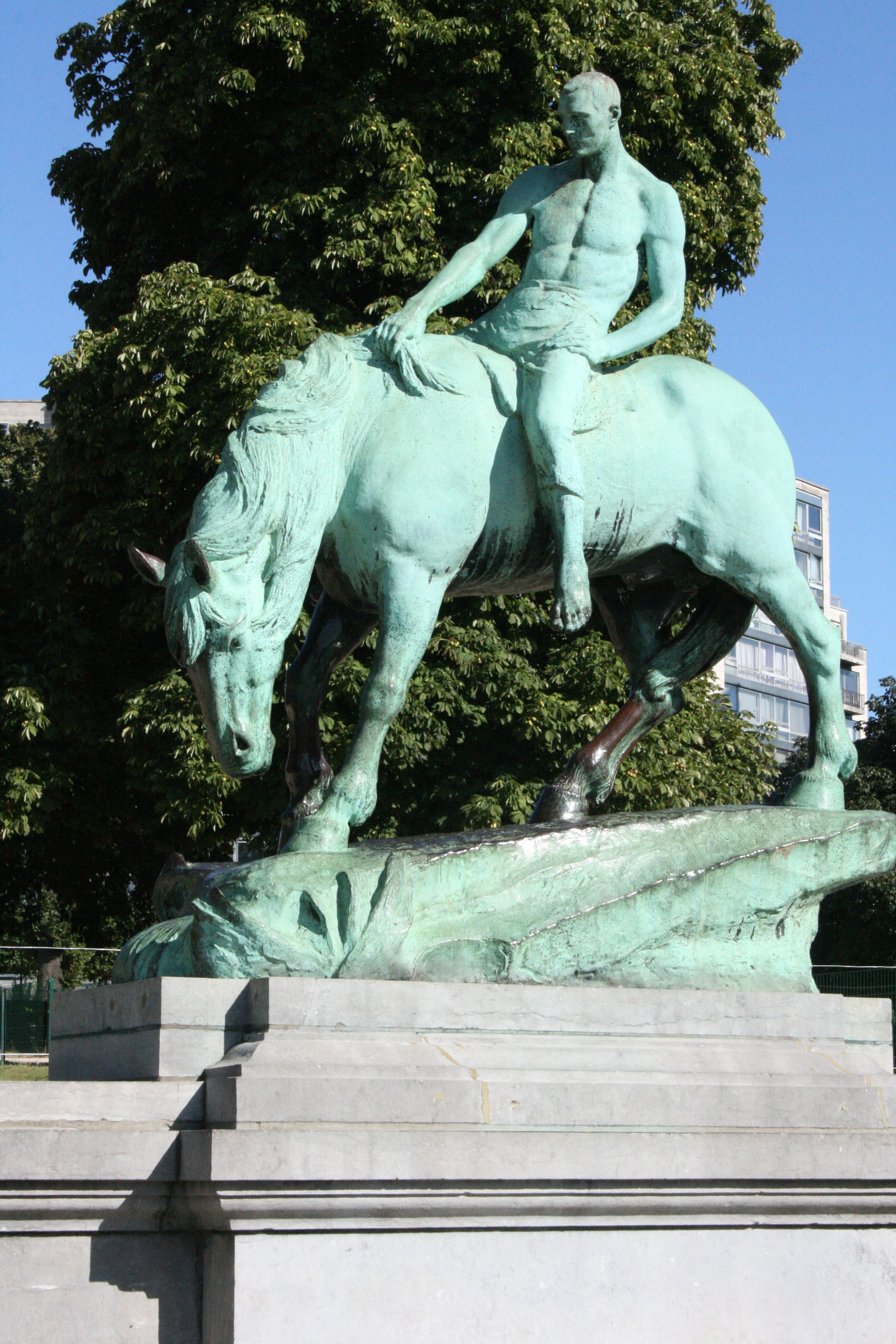
Ruiter bij de Drinkplaats (1899) op de Ambiorix-square in Brussel

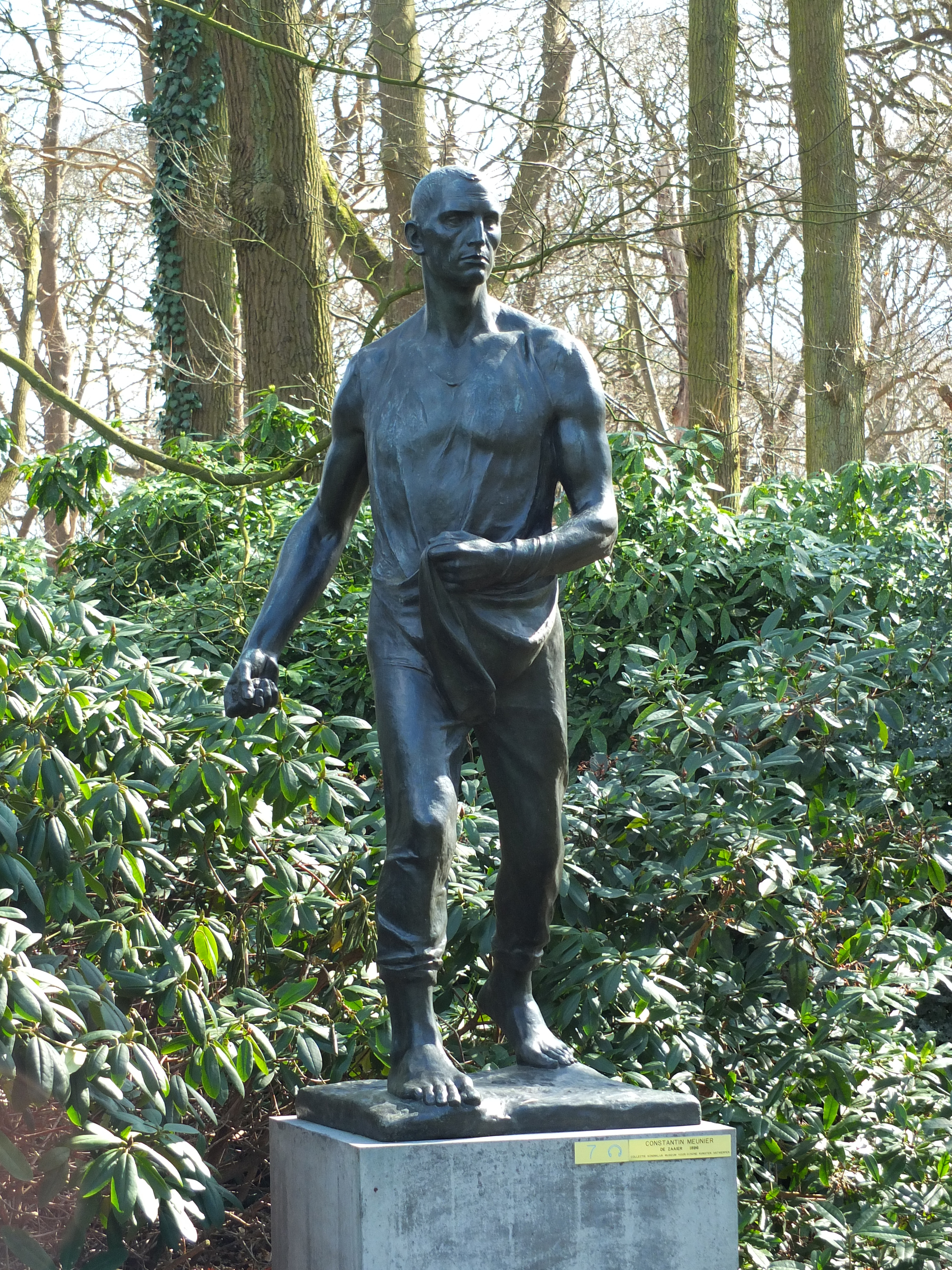
De Zaaier (1896) in het Middelheimmuseum in Antwerpen

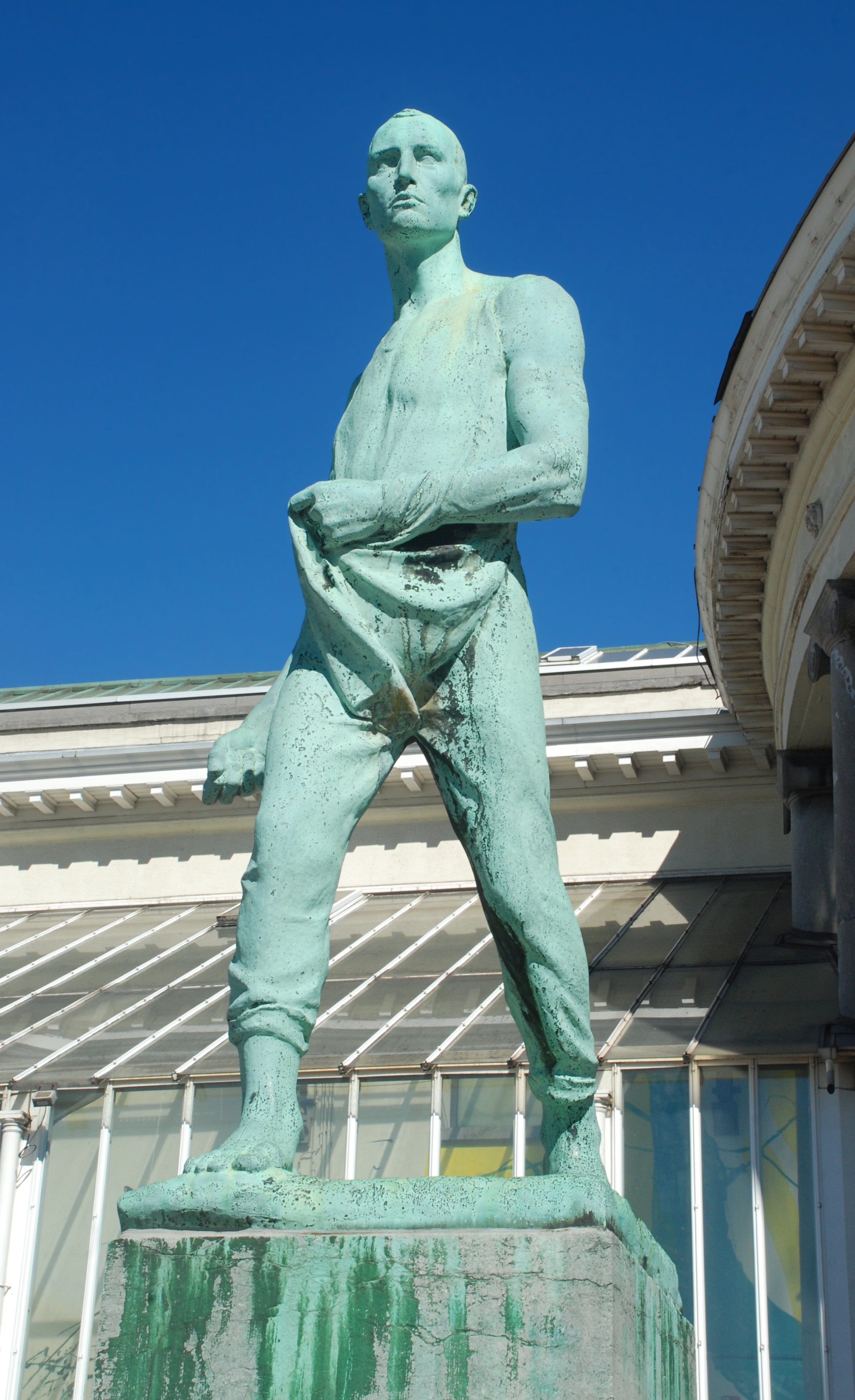
De Zaaier in de Kruidtuin van Brussel

Constantin Émile Meunier (Etterbeek, 12 april 1831 – Elsene, 4 april 1905) was een Belgische beeldhouwer, schilder en graficus. Hij is de broer van de graficus Jean-Baptiste Meunier en de oom van lithograaf Henri Meunier. Ook zijn zoon Karl Meunier was als kunstenaar actief.

## Studie en jongere jaren
Meunier begon zijn studies aan de Brusselse Academie nog vóór zijn vijftiende jaar en werkte daarna drie jaar lang als helper bij de beeldhouwer Charles Auguste Fraikin. Hij volgde een opleiding van bijna acht jaar bij de schilder François-Joseph Navez. De schilderkunst beviel hem blijkbaar meer dan de beeldhouwkunst, want de volgende dertig jaar zou hij zich uitsluitend toeleggen op de schilder- en tekenkunst.
Hij was twintig toen hij als schilder begon; in eerste instantie richtte hij zich op religieuze thema's en historiestukken. Een bekend voorbeeld hiervan is de Kruisweg in de kerk van Sint-Pieters-Kapelle (Herne). Op vraag van de Belgische regering vertrok hij naar Sevilla en verbleef er van oktober 1882 tot april 1883. Hij moest er een kopie maken van de Kruisafneming van Pedro Campaña. Tezelfdertijd schetste en schilderde hij een groot aantal kleurrijke scènes en volkse taferelen uit Andalusië. Hij ontmoette er ook de Belgische schilders Théo van Rysselberghe, Frantz Charlet en de Spaanse schilder Darío de Regoyos, die samen op doorreis waren naar Marokko.

## Arbeiders
In opdracht van Camille Lemonnier tekende Meunier een reeks illustraties voor diens boek La Belgique over de Belgische mijnstreken. Hij bezocht daarvoor de metaalverwerkende nijverheid in de Cockerill-fabrieken te Seraing, de glasblazerij van Val-Saint-Lambert en in de steenkoolmijnen in de Borinage. Deze industriële wereld en het 'hard labeur' van de arbeiders in de steenkoolindustrie maakten een diepe indruk op hem, in overeenstemming met de opkomst van de sociale beweging in deze periode. Hij wijdde zich vanaf dat moment aan het uitbeelden van de arbeider. Hij evolueerde van zijn historiestukken naar het realisme. In 1880 exposeerde hij met succes op de Salon te Gent een reeks schilderijen omtrent het harde leven van de arbeiders in de steenkolenmijnen en in de hoogovens.
In 1884 sloeg hij weer aan het beeldhouwen. Hij vond deze expressiemethode beter geschikt om de thematiek van het harde bestaan van de arbeider uit te drukken. Bij een bezoek aan de Antwerpse haven had hij de overtuiging opgedaan dat hij alleen maar in deze discipline voldoende de kracht en de hardheid van het havenarbeidersbestaan tot hun recht kon laten komen. Een van zijn bekendste beeldhouwwerken, De Buildrager (1885), symbool voor havenarbeiders, staat in de Suikerrui in Antwerpen.
In 1887 werd hij door het Leuvense stadsbestuur aangesteld als leraar aan de plaatselijke academie. Hij kreeg van de stad een woning ter beschikking evenals een atelier: het vroegere anatomische amfitheater, dat in 1744 werd opgericht door rector Rega van de Leuvense universiteit. Deze faciliteiten en het regelmatige inkomen, verbonden aan zijn leraarsopdracht, lieten hem toe zich intensief toe te leggen op de schilder- en beeldhouwkunst. Tijdens zijn verblijf te Leuven kwamen dan ook talrijke belangrijke werken tot stand.
Toen op 4 maart 1887 een grauwvuurexplosie had plaatsgevonden in de steenkoolmijn van La Boule in de Borinage kwamen er 120 mijnwerkers om het leven. Meunier was getuige van het hartverscheurend ogenblik toen een moeder haar zoon herkende onder de doden. Deze tragiek maakte een diepe indruk op hem en hij heeft dit uitgebeeld met grote zeggingskracht in Het Grauwvuur. Het originele plaaster van dit beeld bevindt zich in museum M in Leuven (inv. nr. C/252), de bronzen versie maakt deel uit van de collectie van de KMSKB in Brussel.
In 1889 ontstonden de beelden voor het ophefmakende Monument aan de Arbeid, dat later (na Meuniers dood) op de Place des Deux Ponts (de huidige Jules de Trooz-square) te Laken opgericht werd. Meunier werd hiermee onsterfelijk. In de volgende twintig jaar bouwde hij een indrukwekkend oeuvre op als ode aan de arbeider.
In 1895 vestigde hij zich weer in Brussel. Een jaar later exposeerde hij zijn werken in Parijs. Het werd een triomf. De faam van Meunier is beduidend groter geworden als beeldhouwer dan als schilder of graficus, ofschoon hij in elke discipline telkens meesterwerken uit het sociaal realisme presteerde.
In 1900 bouwde hij een huis met atelier in de Abdijstraat te Elsene en woonde er nog vijf jaar. Hier bevindt zich nu het Constantin Meuniermuseum.
Meunier overleed in 1905 op 73-jarige leeftijd.

## Werken in diverse musea
- Musée d'Orsay in Parijs
  - La Glèbe, 1892, brons
  - Puddleurs au Four, 1893, brons
  - L'Homme qui Boit, 1890, brons
  - Débardeur du Port d'Anvers, 1885, brons
  - Débardeur, 1905, brons
  - L'Industrie, 1892-1896, reliëf in brons
  - La Moisson, 1895, reliëf in brons
- Mu.ZEE in Oostende
- Constantin Meuniermuseum in de atelierwoning van de kunstenaar in Elsene
- Koninklijke Musea voor Schone Kunsten van België in Brussel
- Museum van Elsene in Elsene
- Koninklijk Museum voor Schone Kunsten in Antwerpen
- M - Museum Leuven in Leuven
  - opstelling van originele atelierplaasters
- Museum Dhondt-Dhaenens in Deurle
  - De Wagenvoerster

## Galerij

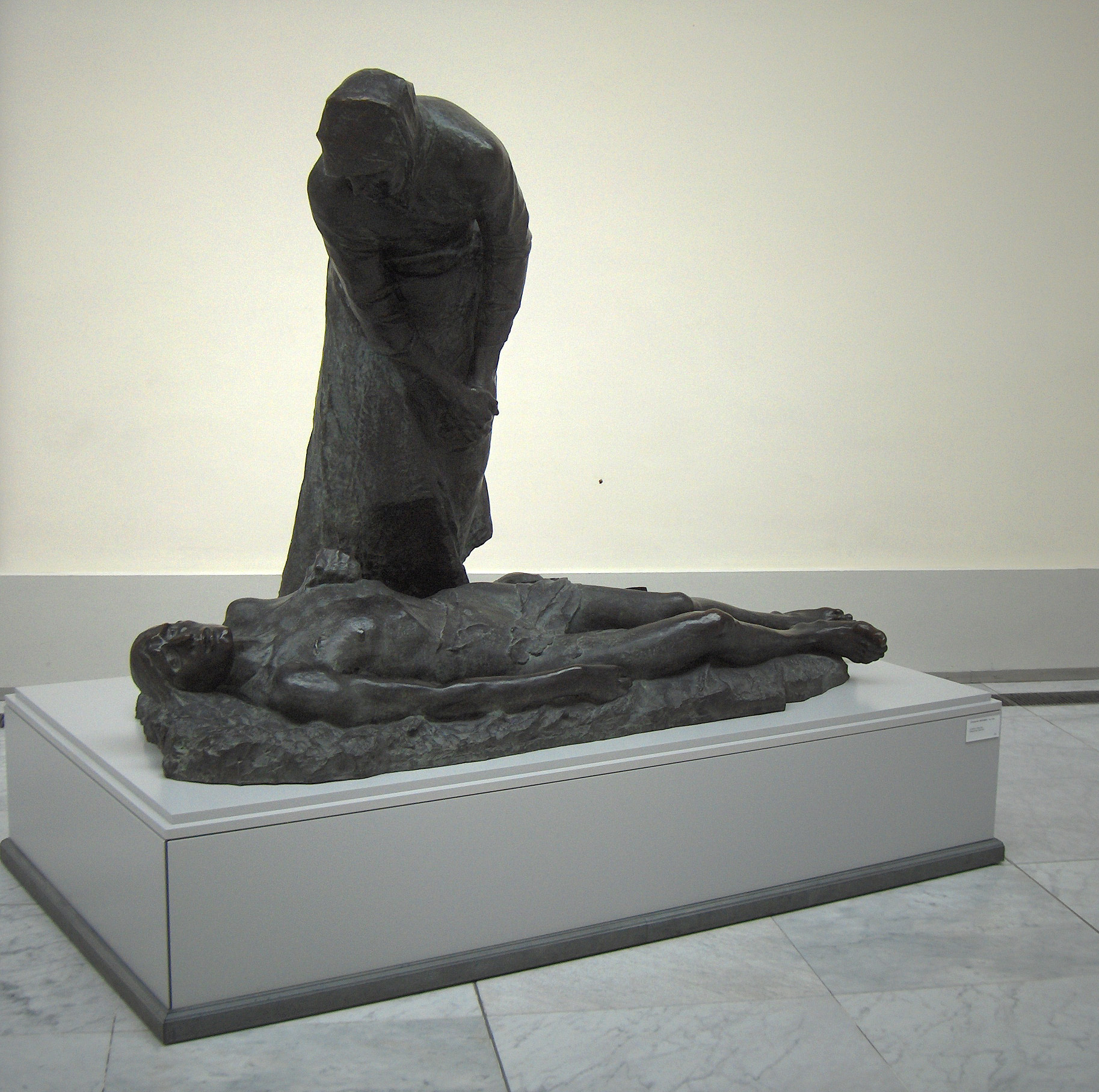
Het Grauwvuur (1889), Koninklijke Musea voor Schone Kunsten van België
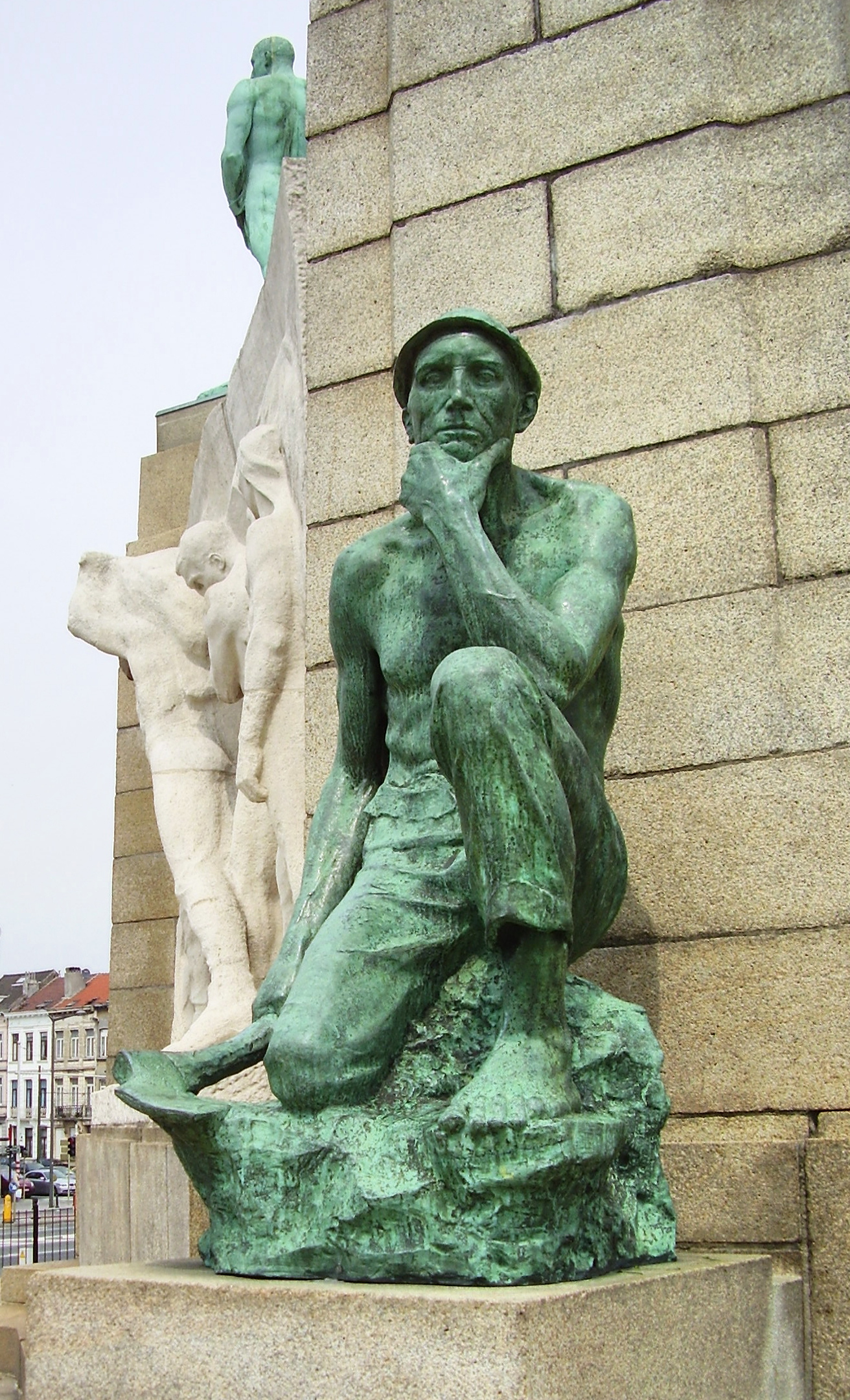
De Mijnwerker van het Monument van Werk in Laken
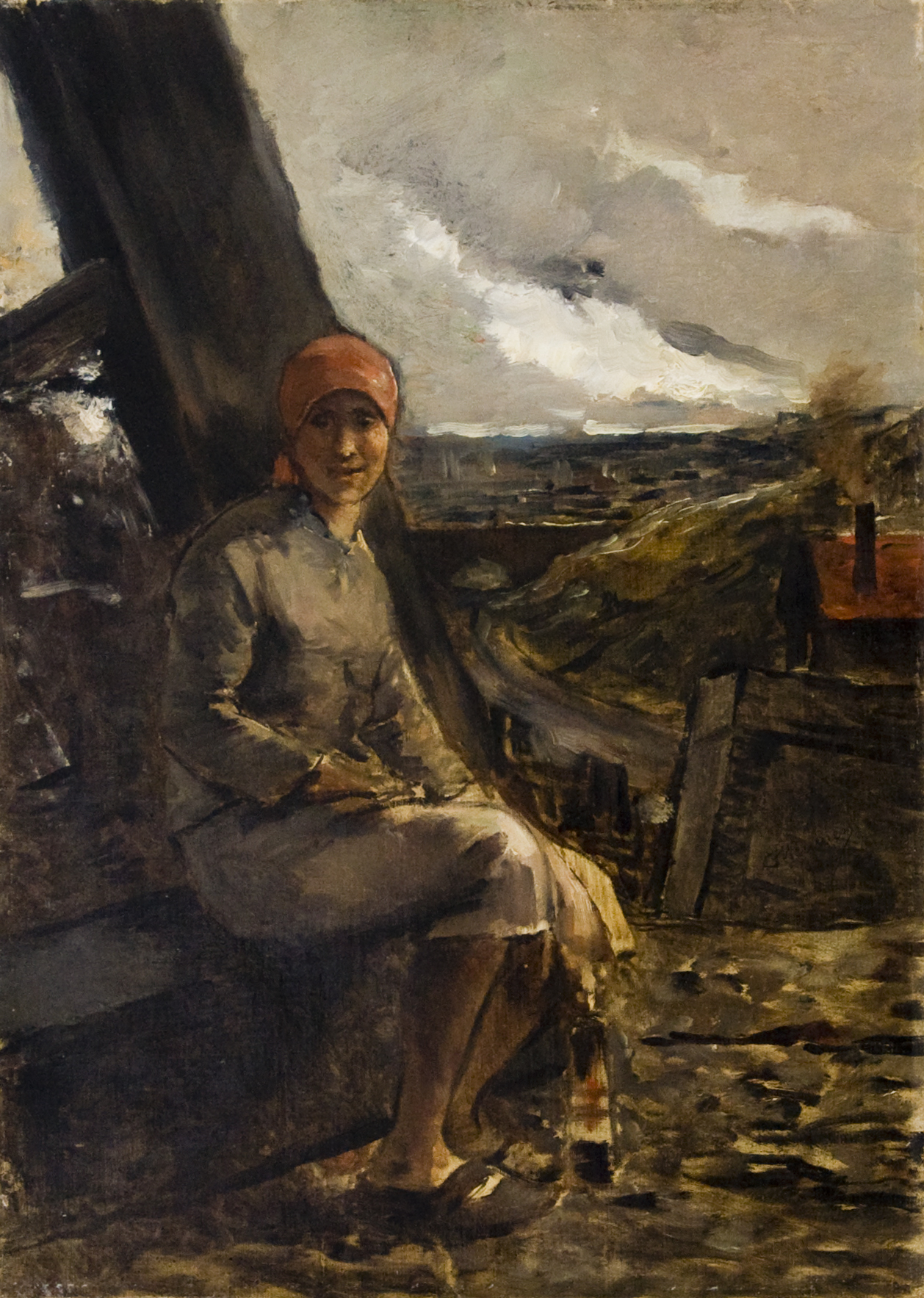
De Wagenvoerster (1887), Museum Dhondt-Dhaenens
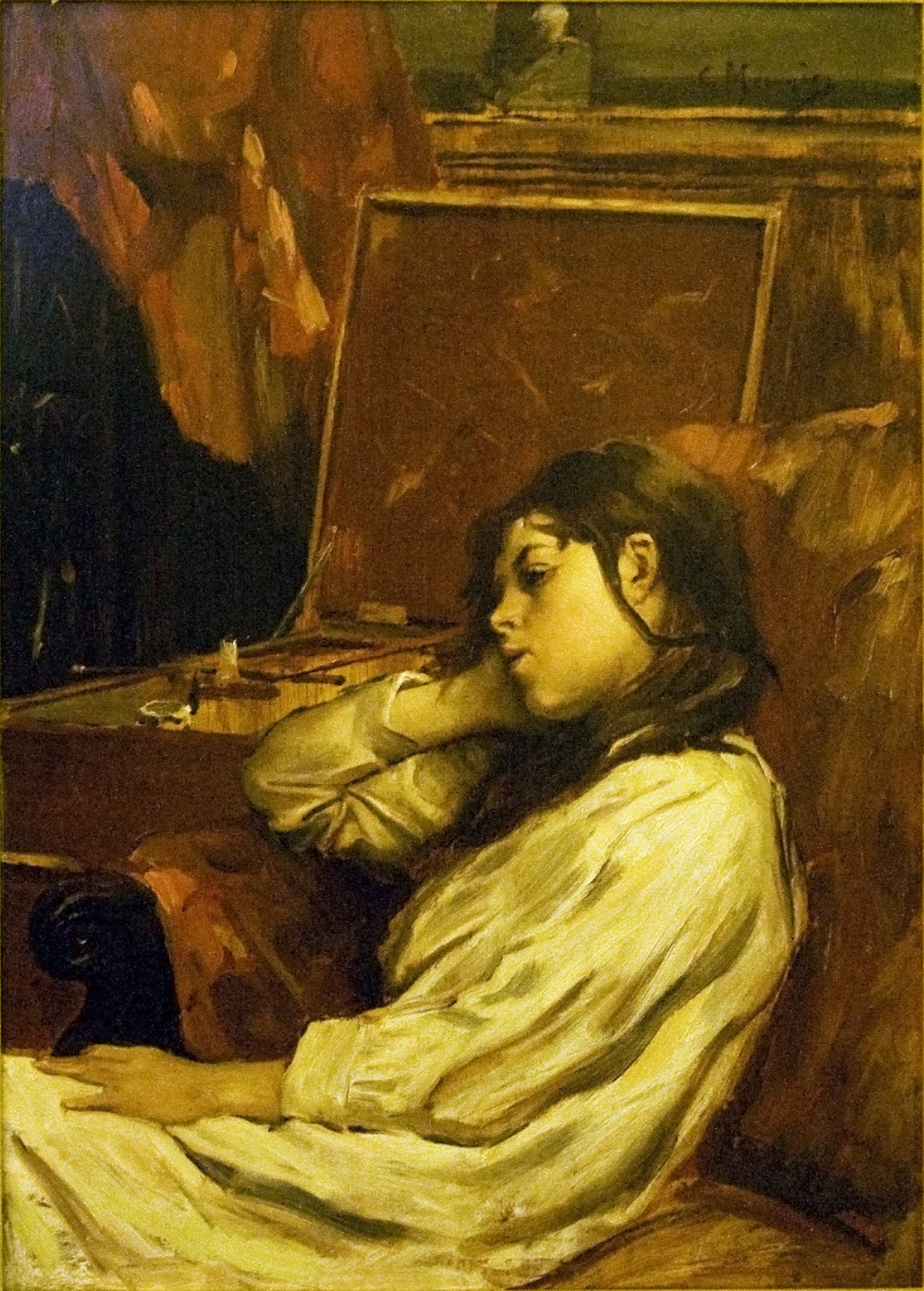
Jeanne Meunier (circa 1895), Constantin Meuniermuseum
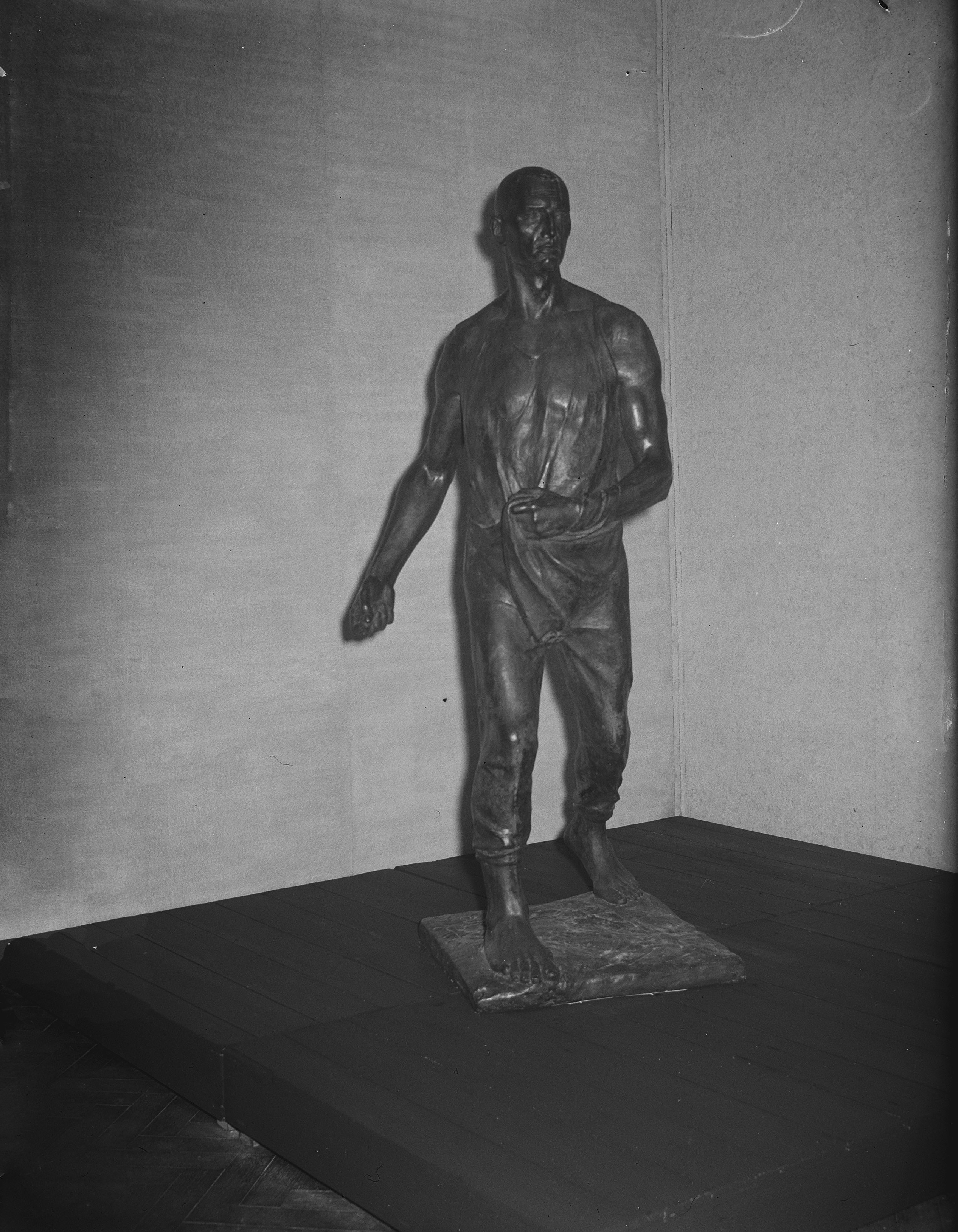
De Zaaier tijdens een tentoonstelling in het Stedelijk Museum Amsterdam
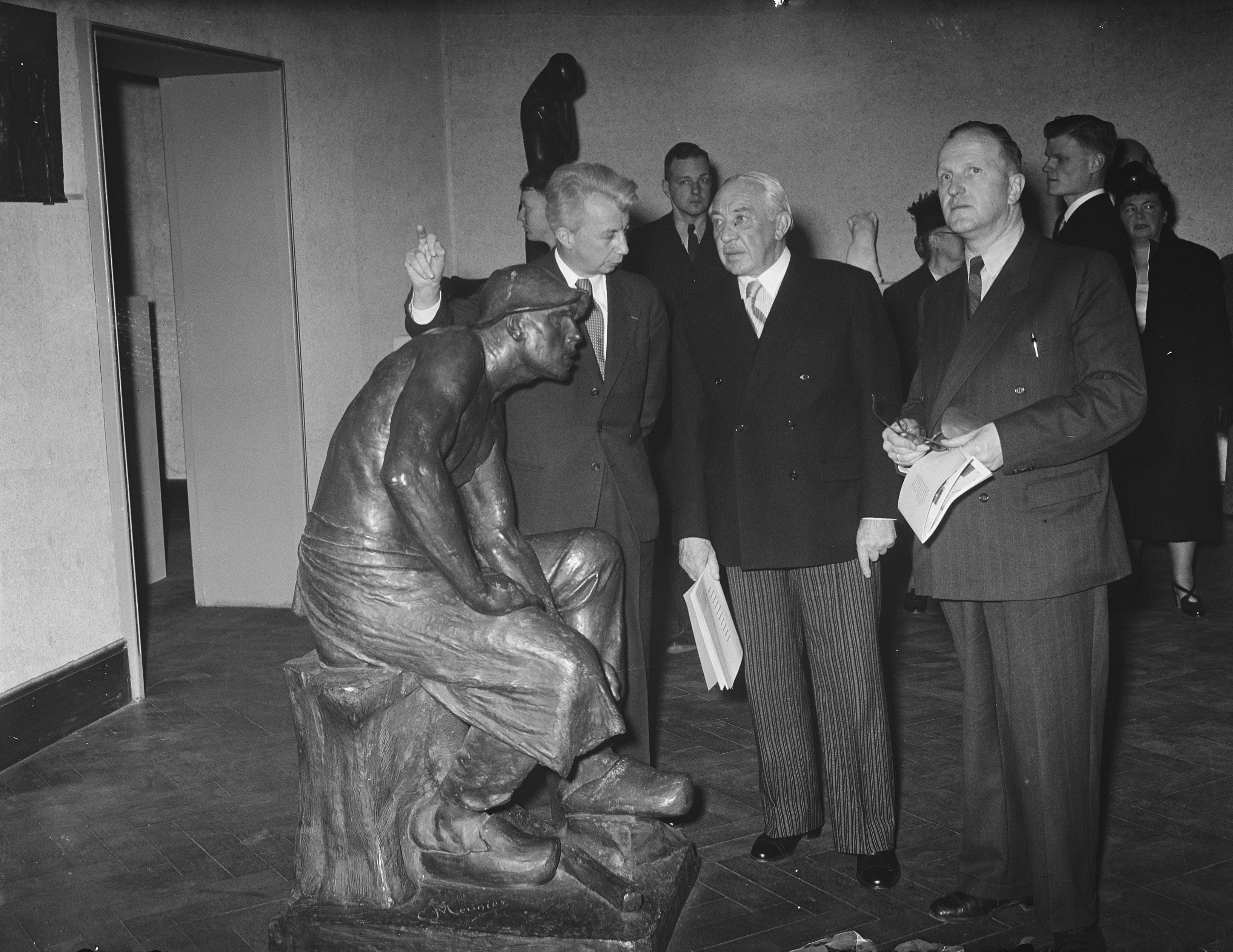
De Mijnwerker tijdens de opening van de tentoonstelling (Amsterdam, 16 maart 1951)
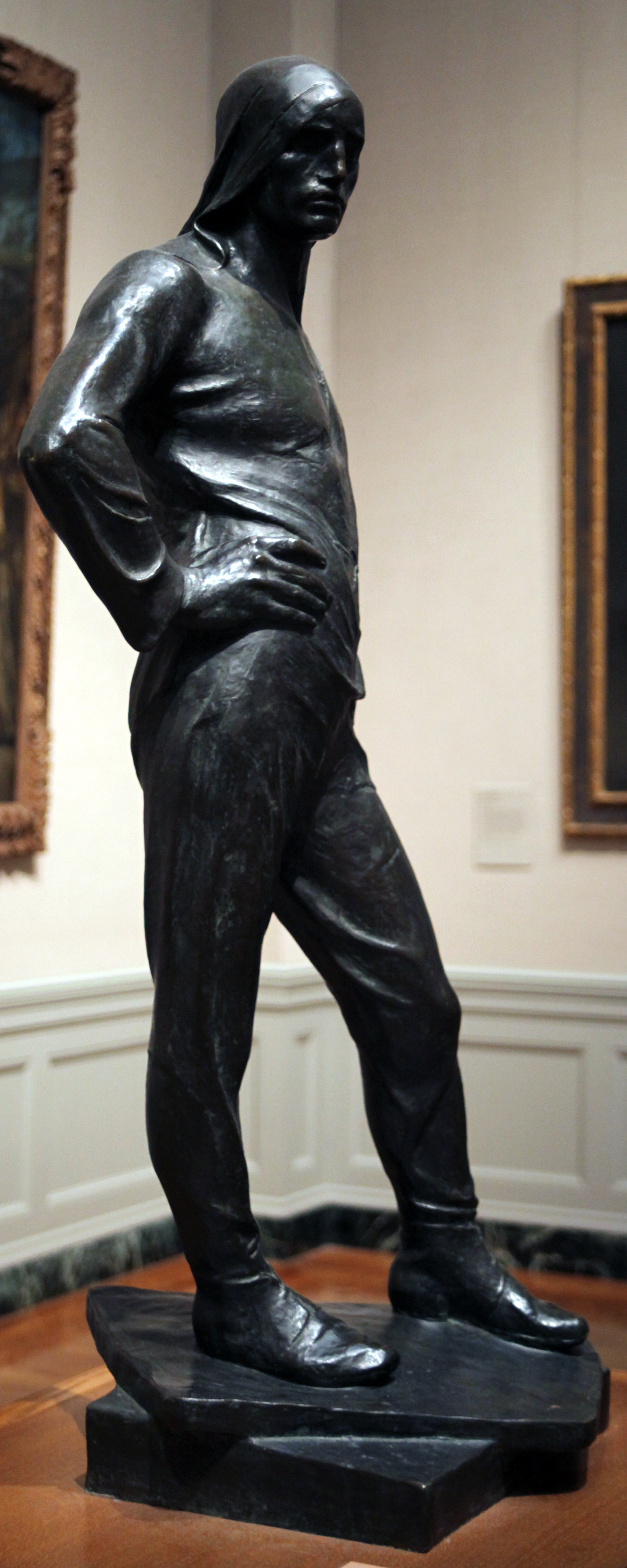
De Buildrager

## Wetenswaardigheid
- In 1957 werd een Belgische postzegel van 3 frank aan Meunier gewijd. Hij staat erop afgebeeld naast Constant Permeke.
- Van 1952 tot 2001 stond er op het Belgische muntstuk van 50 cent een mijnwerker met een lederen helm afgebeeld. De munt werd ontworpen door beeldhouwer-tekenaar Marcel Rau maar die zou zich hebben laten inspireren door De Mijnwerker van Meunier.